# Kejsarens nya skola
Kejsarens nya skola, amerikansk-kanadensisk TV-serie från 2006.

## Handling
I serien måste Kuzco gå i skola för att återigen kunna bli kejsare. För att kunna det måste han få minst VG i alla ämnen annars blir den onda Yzma kejsarinna. Han lyckas klara vartenda ämne i skolan med hjälp av Malina och Patchas familj.

## Huvudkaraktärer

### Kuzco
Röst av: Figge Norling
Kuzco är seriens huvudperson. Han är kejsare över det gamla Inkariket, men får inte återgå förrän han klarat skolan och fått examen. Kuzco är kär i Malina, och hon blir kär i honom till slut också. En av Kuzcos vänner är Kronk, även om han hjälper Yzma med att bli av med honom, så är de väldigt goda vänner. Även om Kuzco är elak mot de flesta, är han älskad av många ändå.

### Yzma
Röst av: Ewa Fröling
Yzma är en gammal tant. Kronk och Kuzco kallar henne "rynkosaurie" bakom hennes rygg. Hon försöker att göra sig av med Kuzco i nästan varje avsnitt. Om Kuzco underkänns i skolan blir Yzma kejsarinna. Därför försöker hon sabotera hans betyg. Kronk hjälper ofta till, men är egentligen Kuzcos vän.

### Kronk
Röst av: Fredrik Hiller
Kronk är Yzmas medhjälpare för att göra sig av med Kuzco. Men Kronk och Kuzco är goda vänner, även om Kuzco är väldigt elak mot honom. Kronk är otroligt smart och snygg, och vet mycket. Han är Ekorrscoutledare och kan prata med alla djur i naturen (ekorrar). Han kommer från Kronkenitza, där man enligt en myt äter hjärnor. I Kronkenitza är alla som Kronk. Han pratar långsamt och avslutar ibland mitt i en mening och fortsätter sedan med en mörkare röst. Och är ihop med en tjej i serien som heter Sofia Mellqvist, som är med i alla avsnitt. Fast hon syns inte. Men de är lyckliga!

### Malina
Röst av: Emelie Clausen
Malina är Kuzcoakademins smartaste elev. Hon är med i hejarklacken och har MVG i varje ämne. Hon är ofta med Curi, Cuxi och Cuca. Men oftare med Kuzco och Kronk.

### Pacha
Röst av: Göran Berlander
Pacha är pappan i den familjen som Kuzco kommer till först som lama ur The Emperors New Groove. Han är en tjock man med grön poncho som är lamaherde. Han hatar när man använder hans poncho som badhandduk.

## Mindre karaktärer
- Mr. Nadaempa: ”Attack Sub”. Kuzcoakademins vikare som är en mycket hård lärare. Gjorde en medverkan i ”Attack Sub”. Han är också Mr. Moleguacos kusin.

- Ekorren Bucky: “Kejsarens Nya Stil”.  Ekorren Bucky gör olika medverkanden i serien. Han medverkade först i Kejsarens Nya Stil och en andra gång i Kronks Nya Stil. Han tycker inte om Yzma och är god vän med Kronk. Han var Kuzcos handledare i avsnittet ”Squeakend at Bucky’s”.

- Tränare Sweety/Sweaty: “Rabbit Face”. Gympalärare på Kuzco Akademin. Tilltalad som Tränare Sweaty av Kuzco, Malina och Herr Purutu. Hon gjorde ett fel i Malinas betyg och gav henne VG, när hon egentligen skulle fått MVG, men pennan fick slut på bläck.

- Repbollen Herbie: “The New Kid”. Inte en riktig karaktär som har en roll i serien. Repbollen Herbie är faktiskt en gigantisk repboll som Kronk tog till skolan i avsnittet ”The New Kid” och gav Repbollen Herbie det namnet bara för att fräsa till föredraget. Kuzco blev överkörd av Repbollen Herbie i slutet av avsnittet och Kronk sprang efter honom.

- Topo och Ipi: “Kejsarens Nya Stil”. Två gamla män som spelar dam. Topo är den som alltid skämtar. Det är möjligt att Topo är Kavos morfar, för i ”Clash of the Families” syns de tillsammans.

- Herr Purutu: “Girls Behaving Oddly”. Kuzco Akademins skolkansler. Han är besatt av vindspel och pekar ut Tränare Sweetys misstag på Malinas betyg. Han pekar också ut att Moxi är en MVG student som Malina. I ”Officer Kronk” sändes han till skolans fängelsehåla för att han är besatt av vindspel.

- Papi Pepikrankenitz: “Kronks Nya Stil”. Kronks starka far. Medverkade först i Kronks Nya Stil och medverkade i TV-serien i ”Clash of the Families”. Han ställde frivilligt upp att Kuzco skulle vara med i Kronks lag i Familjeolympiaden.

- Krank Pepikrankentiz: “Clash of the Families”. Kronks bror. Gjorde en medverkan i “Clash of the Families”. Krank har ingen röstroll och ersattes av Kuzco för att han bröt ankeln och inte kunde delta i Familjeolympiaden.

- Moxi: “Girls Behaving Oddly”. Egentligen inte en elak tjej, utan en MVG-student istället. Gör en medverkan i ”Girls Behaving Oddly”. I det avsnittet verkar Kuzco gilla henne mer än han gillar Malina. Herr Purutu påpekade att hon egentligen är en MVG-student precis som Malina, men hon berättar inte det för någon.

- Ozker: “The New Kid”. Inte egentligen en kejsare, men är fortfarande beundrad av Curi, Cuxi och Cuca för att vara en mästare i tiokamp. Gjorde en medverkan i ”The New Kid”. Han är ett stort Kuzcofan och han tycker han är otrolig. Även om Kuzco trodde att han egentligen var Yzma och trodde också att hon hade tänkt göra något med katalogfotot. Nära slutet av avsnittet räddar Kuzco Ozker från en fälla som Kuzco satt ut.

- Läxan: “The Emperor’s New Pet”. Kuzcos katt för att lära sig ansvar. Gjorde en medverkan i ”The Emperor’s New Pet”. Han blev förvandlad till en svart panter av Yzma och blev sedan ledsen över vad Kuzco sa. Han sprang iväg med ett brustet hjärta, men Kuzco följde efter honom och sökte för att han kände sig verkligen dum för att han sårade honom. Läxan hittade sedan Kuzco jagad av några riktiga svarta pantrar och attackerade inte Kuzco, utan räddade honom istället för att han blev glad när han såg Kuzco. Han vet hur man dansar som Kuzco. Läxan blev kattunge igen i slutet av avsnittet.

- Matta: “Kejsarens Nya Stil”. Jobbade egentligen på Mudkas Restaurang i den första filmen, men är nu Kuzcoakademins mattant. Hon gillar att laga konstiga saker som bläckfiskburgare och pratar cafeteriaslang. Matta är nog Yattas släkting för Yatta sa att hon har många släktingar som heter Matta.

- Miss Ni: “Evil and Eviler”. En kejsarutrotare som Yzma anställde för att bli av med Kuzco. Som Yzma är hon en förklädd lärare på Kuzcoakademin. Olikt Yzma så är hon mycket elakare. Hon har sparkat ut ”Rektor Amzy” från hennes kontor två gånger. Miss Ni fick sedan sparken för att ha lagt in krokodiler i en kvarsittning och för att ha sparkat ut Amzy från hennes kontor.

- Shuakan Gizo: ”Gold Fools”. Möjligtvis en resterande Shuakan som finns kvar. Gjorde en medverkan i ”Gold Fools”. Han lurade Kuzco, Malina och Kronk genom att låta dem göra sysslor, men bara för att lära dem en läxa.

- Urkon, byns överhuvud: ”Clash of the Families”. Medverkar först i “Clash of the Families”. Han delar också ut priset i Familjeolympiaden. Han säger också Kuzcos namn fel i avsnittet “U.F.KuzcO”. Kuzco tilltalar honom som en ”Prat-o-tron 2000” i ”Clash of Families”.

- Curi, Cuxi & Cuca: “Cart Wash”. Cheerleaders på Kuzcoakademin och är också goda vänner med Malina. De är troligen kära i Ozker för att han är en mästare i tiokamp. De verkar vara systrar eftersom alla deras namn börjar på C.

- Leverans Clownen: ”Monster Masquerade”. Han levererar brev till folk på Kuzcoakademin. Han gör bara en medverkan, och det är i “Monster Masquerade”. Han gjorde ett misstag genom att ge Mr Moleguagos brev till Rektor Amzy istället för Sjuksköterska Pitihiya.

- Sjuksköterska Pitihiya: Aldrig sedd i serien men nämnd av Mr. Moleguaco i ”Monster Masquerade”.

- Den Läskige Lille Gamle Mannen: ”The Mystery of Micchu Pachu”. Berättade legenden om Kejsare Micchu. Gjorde en medverkan i ”The Mystery of Micchu Pachu” (en tydlig parodi på Machi Picchu). Han var förklädd till skelettmyrsloken för att han ville hålla legenden vid liv för att bli rik av det.

- Kavo: “The Big Fight”. En mobbare som Kuzco retar för hur han pratar. Han blir lätt arg. Underligt nog är han medlem i Kuzcoakademins musikklubb. Kavo har gått om fyra år.

- Prinsessan Lalala: “The Bride of Kuzco”. Lalala hittas av Kuzcos kejserliga äktenskapsmäklare Imatcha. Prinsessan Lalala gjorde en medverkan i ”The Bride of Kuzco”. Hon är strikt, vilket är anledningen till att Kuzco inte ville gifta sig med henne. Hon blev förvandlad till en groda av Yzma och blev sedan människa igen tack vare Kronks misstag genom att hälla i granatäppelsaft. Kuzco avbryter sedan bröllopet och det slutar med att Imatcha gifter sig med Lalala. Men han förvandlar sig sedan till en lama för att komma undan. Prinsessan Lalala är bossig och har en irriterande röst.

- Zim & Zam: ”Chipmunky Business”. Yzmas systersöner. Gjorde en medverkan I “Chipmunky Business”. Under Kuzklubbveckan försökte de förstöra för Kuzco så han inte tog ett enda märke. De gjorde så han misslyckades med alla utom Condormärket som han gav till Kronk. Men sedan fick Kuzco, ”Jag fick inte ett enda märke”-märket.

## Röster
| Karaktär      | Originalröst                 | Svensk originalröst                      |
| ------------- | ---------------------------- | ---------------------------------------- |
| Kuzco         | J. P. Manoux                 | Figge Norling                            |
| Kronk         | Patrick Warburton            | Fredrik Hiller                           |
| Yzma          | Eartha Kitt                  | Ewa Fröling                              |
| Malina        | Jessica DiCicco              | Emelie Clausen                           |
| Pacha         | Fred Tatasciore John Goodman | Göran Berlander                          |
| Chicha        | Wendie Malick                | Anna Rydgren                             |
| Chaca         | Jessie Flower                | Norea Sjöquist                           |
| Tipo          | Shane Baumel                 | Daniel Melén                             |
| Mr. Moleguaco | Curtis Armstrong             | Bert-Åke Varg                            |
| Bucky         | Bob Bergen                   | Magnus Veigas                            |
| Mata          | Patti Deutsch                | Kristina Adolphson                       |
| Topo och Ipi  | Jeff Bennett                 | Hans Wahlgren (Topo) Bert-Åke Varg (Ipi) |

## I Sverige
I Sverige har serien enbart visats på Disney Channel sedan augusti 2006.
Senare har serien också börjat visas på Toon Disney när andra säsongen kom till Disney Channel i november 2007.

## Avsnittsguide

### Säsong 1
- 1. Rabbit Face
- 2. Empress Malina / The Adventures of Red-Eyed Tree Frog Man
- 3. Cart Wash / Battle of the Bots
- 4. Peasant for a Day
- 5. The Mystery of Micchu Pachu
- 6. Hungry Hungry Llama / Only The Wrong Survive
- 7. Squeakend at Bucky's / Kuzco Fever
- 8. Unfit to Print / The Emperor's New Pet
- 9. Clash of The Families
- 10. The Lost Kids / The Big Fight
- 11. Kuzclone
- 12. Girls Behaving Oddly
- 13. Fortune Cookie Day / Gold Fools
- 14. The New Kid / Officer Kronk
- 15. The Bride of Kuzco
- 16. U.F.Kuzco / Attack Sub
- 17. Kronk Moves In
- 18. Kuzcogarten / Evil and Eviler
- 19. The Yzma That Stole Kuzcoween / Monster Masquerade
- 20. Oops All Doodles / Chipmunky Business
- 21. Yzmopolis

### Säsong 2
- 22. The Emperor's New Tuber / Room for Improvement
- 23. Picture This! / TV or Not TV
- 24. Cool Summer / The Prisoner of Kuzcoban
- 25. Ramon's a Crowd / Guakumentary
- 26. Show Me the Monkey / Demon Llama
- 27. Kuz-Cop / How Now Sea Cow
- 28. A Fair to Remember / Working Girl
- 29. Father O Mine / Everybody Loves Kuzco
- 30. Mudka's Secret Recipe / Emperor's New Home School
- 31. Emperor's New School Spirit / Card Wars
- 32. No Man is a Island / Vincent Van Guaca
- 33. The Emperor's New School Musical
- 34. Air Kuzco / Kronkenitza
- 35. Citizen Kronk / The Pajama Llama Dilemma
- 36. Curse of the Moon Beast / Awww Nuts
- 37. Come Fly With Me / Project Poncho
- 38. A Giftmas Story
- 39. Yzma Be Gone / Last Ditch Effort
- 40. The Good, the Bad and the Kronk / Mudka's #13
- 41. Auction Action / The Amazing Kuzco-Man
- 42. Guaca Rules
- 43. Malina's Big Break / Hotel Kuzco
- 44. Puff Piece / Take My Advice
- 45. Yzbot / The Puma Whisper
- 46. Kronk the Magnificent / Camp Kuzco
- 47. Faking the Grade / Eco Kuzco
- 48. Emperor's New Show / Too Many Malinas
- 49. Cornivale
- 50. Groove Remover / Overachiever's Club
- 51. Kuzcokazooza / Kuzco's Little Secret
- 52. Graduation Groove